# 周树云
周树云，清华大学教授，研究领域为凝聚态物理。任中华人民共和国教育部2017年度“长江学者”特聘教授，曾获得第十三届“中国青年女科学家奖”。

## 生平
曾就读于清华大学物理系、加州大学伯克利分校物理系，后在清华大学任教。